# Govert Flinck

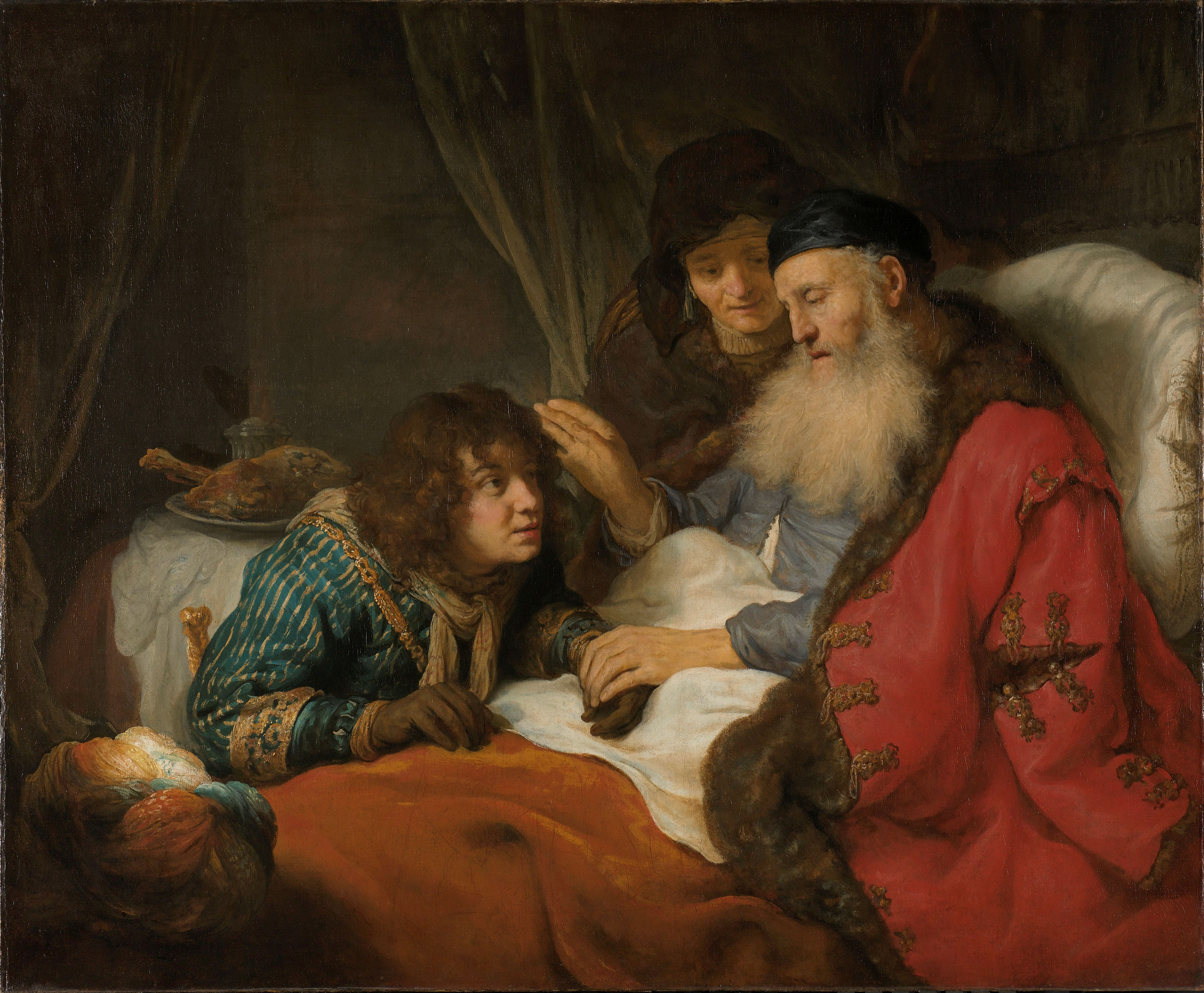
Isaak zegent Jacob, 1638, Rijksmuseum, Amsterdam

Govert (of Govaert) Teunisz. Flinck (Kleef, 25 januari 1615 – Amsterdam, 2 februari 1660) was een Nederlandse kunstschilder van voornamelijk portretten, historische werken en genrestukken. Hij was een van de leerlingen van Rembrandt, van ca. 1633 tot 1636. Aanvankelijk werd zijn werk voor dat van Rembrandt aangezien en zelfs verkocht, maar in de jaren veertig ontwikkelde Flinck een eigen, meer op de eigentijdse smaak aansluitende classicistische stijl van schilderen.
Van Flinck zijn zo'n 237 schilderijen bekend, waarvan 177 portretten en 58 historiestukken. Dat maakte hem tot mogelijk de beroemdste leerling van Rembrandt en een productief schilder.

## Levensloop

### Jeugd
Govert Teuniszoon Flinck werd geboren in Kleef, bij Nijmegen, in het Rijnland. Arnold Houbraken, een beroemde biograaf van Nederlandse schilders, beschreef uitgebreid hoe de jonge Flinck weigerde zich te interesseren voor de zijdehandel, waar zijn vader hem graag in opgeleid had gezien. Flinck bleef maar getrokken tot het tekenen. Pas toen Lambert Jacobsz, die doopsgezind preker, schilder en kunsthandelaar was, eens in Kleef kwam preken, werden zijn ouders door deze Jacobsz. ervan overtuigd dat hun zoon schilder kon worden, want gelyk zy ook met hem over een kwamen, dat hy haren Zoon met hem mede naar Leeuwarden, in zyn huis en onder zyn opzicht, de Konst zoude leeren. In de Friese hoofdstad had Lambert Jacobsz. een soort filiaal, waar hij schilderijen voor de Amsterdamse kunsthandelaar Hendrick Uylenburgh verkocht. Daar in Leeuwarden waren ook originele werken en kopieën van Rembrandt te zien.

### Loopbaan

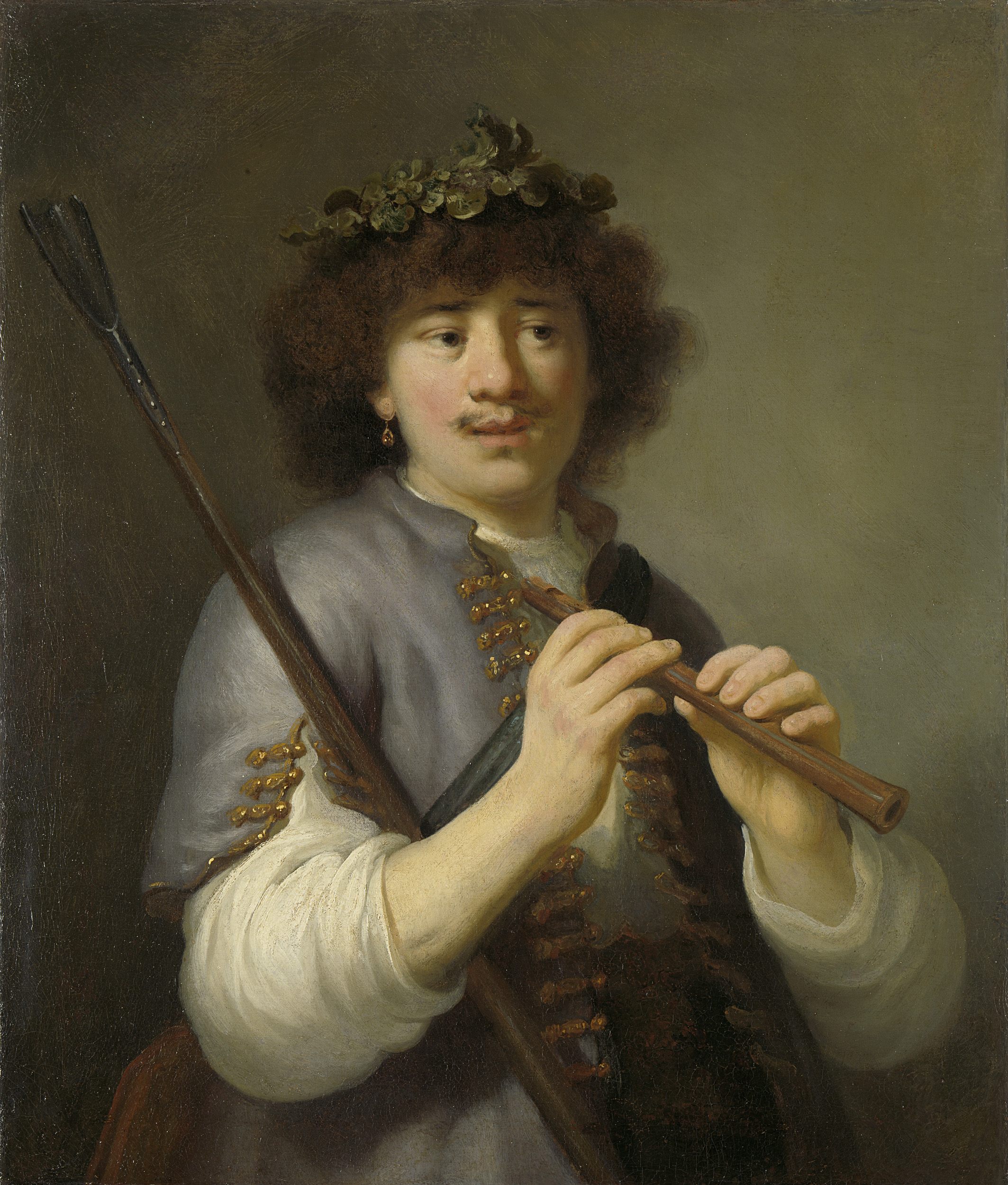
Rembrandt als herder met staf en fluit, ca. 1636, Amsterdam Museum, Amsterdam

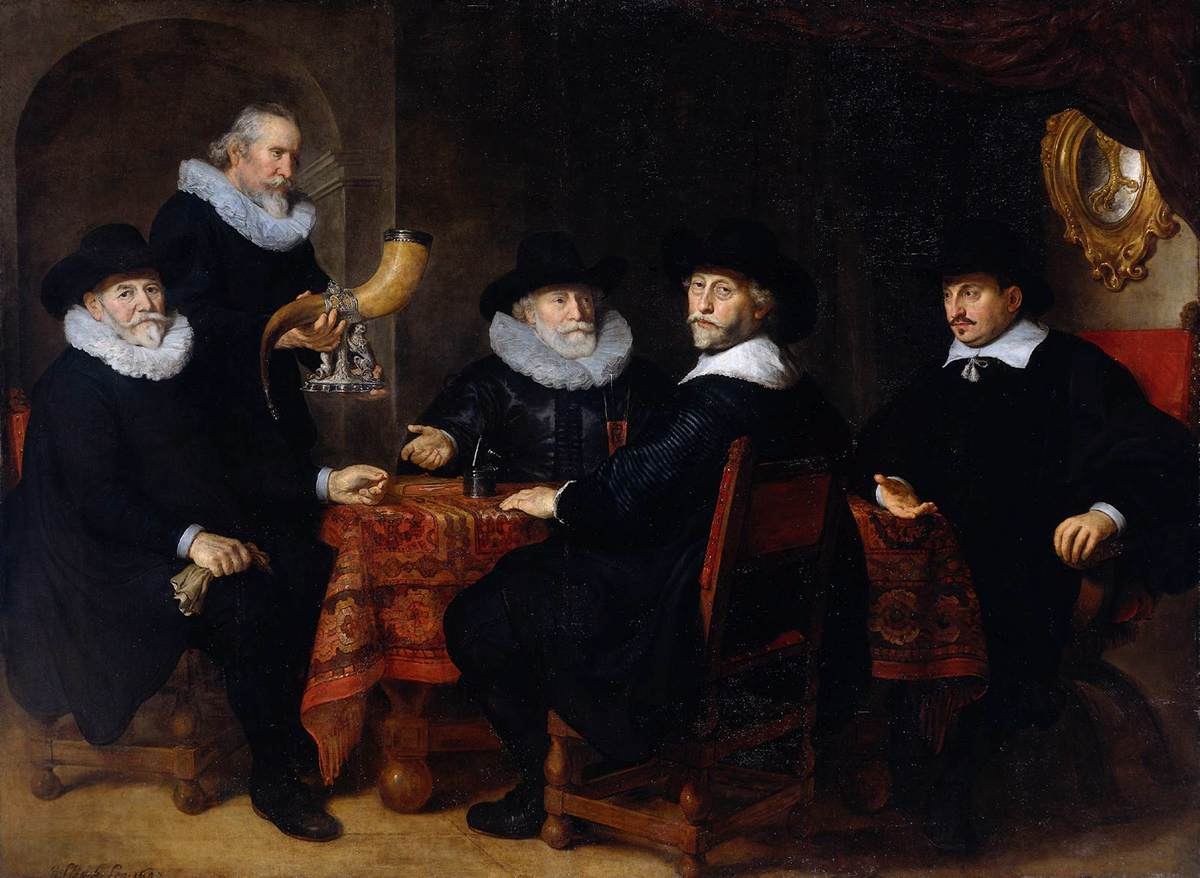
De Doelheren, 1642, Amsterdam Museum, Amsterdam

In Leeuwarden was ook Jacob Backer bij Lambert Jacobsz in de leer. Houbraken vertelt dat de twee samen naar Amsterdam vertrokken, in het voorjaar van 1633. Flinck ging daar in de leer bij Rembrandt. Rembrandt gaf toen leiding aan de 'academie' van Hendrick Uylenburgh aan de Jodenbreestraat, waar hij in 1631 zelf 1000 gulden in had geïnvesteerd. Aan de academie werden jonge schilders opgeleid. Waarschijnlijk was in de tijd dat Flinck in Rembrandts atelier leerde, ook Ferdinand Bol daar aanwezig (vanaf ca. 1635). Rembrandt, die sinds begin 1632 bij Hendrick inwoonde, bleef na zijn huwelijk met Saskia Uylenburgh bij haar neef tot hun eerste kind geboren zou worden. Op 1 mei 1635 verhuisden Rembrandt en Saskia naar de Nieuwe Doelenstraat. In 1635 volgde Flinck Rembrandt als leider van de academie op. Rond 1636 verliet Flinck de werkplaats van Rembrandt en vestigde zich als zelfstandig meester. Houbraken vermeldt dat hij op dat moment Rembrandts werk zo dicht benaderde dat verschillende werken van Flinck als Rembrandt zijn verkocht. Naderhand ontwikkelde zijn stijl met de smaak van de tijd mee in de richting van een meer classicistische stijl. Het ging Flinck blijkbaar voor de wind, want in 1644 kocht hij een dubbel pand op de Lauriergracht (76 en 78) voor 10.000 gulden.
Houbraken schrijft: Terwyl nu zyn Konstroem alom verspreid wierd, bekroop hem de troulust… Op 3 juni 1645 ging Flinck in ondertrouw met Ingitta Thoveling. Zij kwam oorspronkelijk uit Rotterdam, waar haar vader bewindhebber van de VOC was geweest. Ten tijde van de ondertrouw woonde ze met haar moeder, die weduwe was, op de Prinsengracht.
Flincks sociale status ging er steeds meer op vooruit en daarmee steeg de kans op opdrachten van de Amsterdamse elite. Zo schilderde Flinck in de jaren 1640 drie regenten- en schuttersportretten. Van de zeven opdrachten voor de Kloveniersdoelen gingen er twee naar Flinck, waaronder het stuk met de portretten van de Doelheren. Rembrandt kreeg ook een opdracht en schilderde De Nachtwacht.
Met ontzag spreekt Houbraken over het grote atelier van Flinck en over een van zijn bewonderaars, Frederik Willem, keurvorst van Brandenburg. Houbraken geeft een lange lijst van bekenden en vrienden van Flinck, allen lid van de Amsterdamse elite, zoals Cornelis en Andries de Graeff, Pieter en Jan Six. In 1651 overleed Flincks vrouw, die al jaren aan waterzucht leed. Flinck zelf veranderde een aantal maanden later van geloof: de doopsgezinde Flinck werd remonstrants.

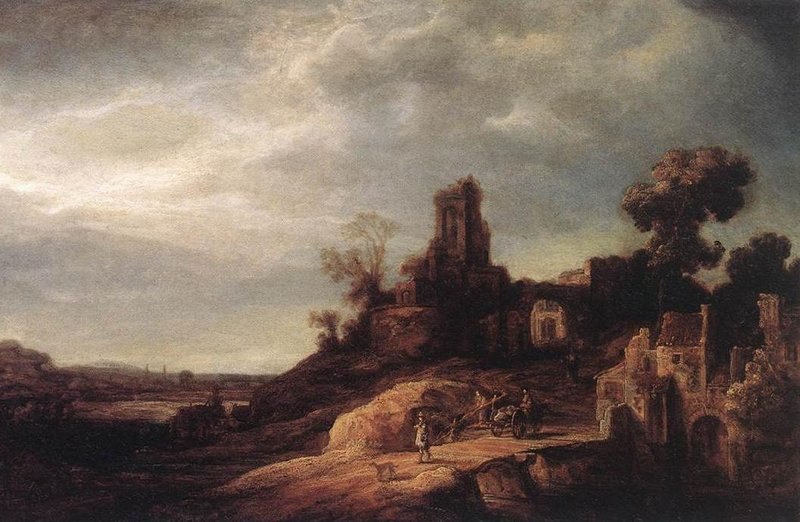
Landschap met brug en ruine, 1637, Louvre, Parijs

In de eerste helft van de jaren 1650 maakte Flinck steeds minder schilderijen. Dat lijkt vooral te wijten aan het teruglopen van het aantal portretten dat Flinck maakte. Houbraken zegt daarover: Doch zyn geest, geneigt tot grooter ondernemingen en aangespoort door de Konst van Rubens en van Dyck, die hy te Antwerpen met veel opmerken had wezen beschouwen, wees degenen die hem portretten wilden laten schilderen naderhand af, naar Bartholomeus van der Helst.
Houbraken heeft, op basis van overgeleverd werk, grotendeels gelijk. Het aantal portretten neemt zeker flink af, maar het is niet zo dat Flinck helemaal geen portretten meer schilderde.

### Laatste jaren en overlijden
In de tweede helft van de jaren 1650 begon Flinck aan zeer grote stukken voor het nieuwe stadhuis. De laatste jaren van Flincks leven stonden helemaal in het teken van opdrachten voor het stadhuis. Op 28 november 1659 tekende hij een contract om '12 stukken tot de galerij van 't stadhuis' te schilderen, 'ieder jaar 2, tot f 1000 't stuck'. Van deze twaalf zouden er acht over de Bataafse geschiedenis gaan, bedoeld voor de boogvelden in de vier hoeken van de galerij. Vier schilderijen zouden afbeeldingen vertonen van goede patriotten. Het was 'de grootste officiële opdracht, die ooit in ons vaderland is gegeven', want de schilderijen zouden elk bijna 5,5 bij 5,5 m. groot zijn. Maar volgens Houbraken […] beliefde het den Almachtigen dit voornemen te stuiten […]. Toen Flinck twee maanden later stierf was enkel De samenzwering van Civilis een groot eind gevorderd. Na de dood van Govert Flinck in 1660 kregen Jordaens, Jan Lievens, Jurriaen Ovens en Rembrandt door de gebroeders De Graeff de opdracht een aantal schilderijen te leveren voor de decoratie van het nieuwe stadhuis in Amsterdam. Jurriaen Ovens wist het begonnen doek van Flinck te voltooien, toen Rembrandts versie toch werd afgewezen en teruggestuurd. Het hangt nog altijd in wat nu het Koninklijk Paleis in Amsterdam heet. Van de geplande reeks van acht schilderijen werden er zo vier op doek voor het stadhuis gerealiseerd: twee door Jordaens (De nachtelijke overval op het Romeinse kamp, Onderhandelingen tussen Civilis en Cerialis), een door Lievens (Brinio op het schild geheven) en een door Flinck/Ovens (De samenzwering van Civilis).
Joost van den Vondel schreef een treurdicht over het voortijdige overlijden (hij was 45 jaar) van Flinck op 2 februari 1660. Op 7 februari werd hij begraven in de Westerkerk. Zijn zoon Nicolaas Antoni, die van hem het vak leerde, verkocht een pand op de Lauriergracht aan Hendrick Uylenburgh. Als bewindhebber bij de VOC in Rotterdam raakte hij bevriend met de schilder Adriaen van der Werff.

## Werk

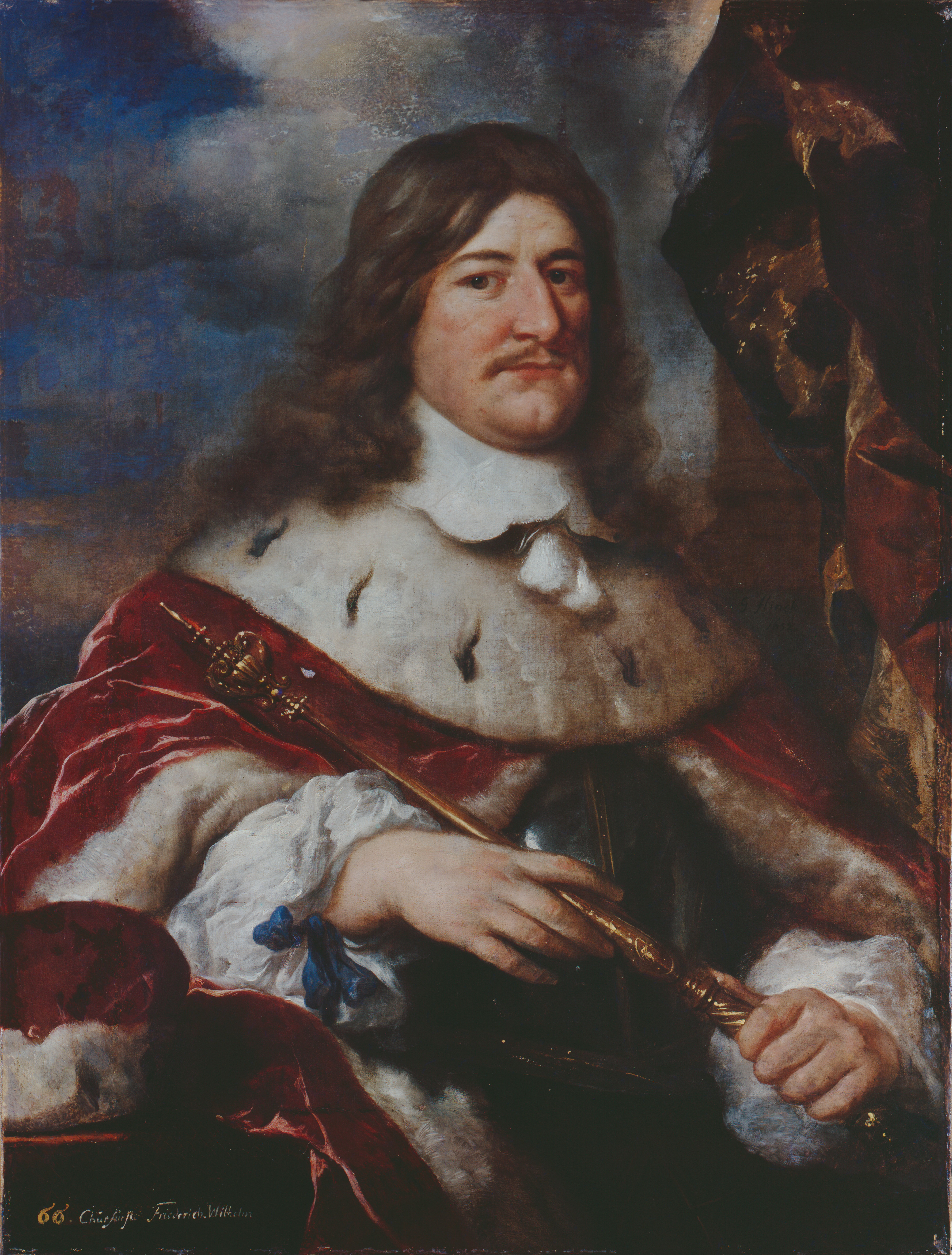
De grote keurvorst, 1652, Slot Charlottenburg, Berlijn

Flinck was al tijdens zijn leven een gevierd schilder. Zijn portretten vonden niet alleen gretig aftrek onder de Amsterdamse notabelen, maar ook aan het hof van de prins van Oranje en bij Frederik Willem I van Brandenburg. Aanvankelijk was de invloed van Rembrandt goed zichtbaar in zijn werk. Later, vanaf omstreeks 1642, ontwikkelde hij een eigen stijl die meer overeenkwam met de destijds in zwang zijnde classicistische stijl, zoals gebruikt door Bartholomeus van der Helst. Bekende werken van Flinck zijn onder andere Samuel Manasse Ben Israel (1637, in het Mauritshuis in Den Haag) en Isaäk zegent Jacob (1638, Rijksmuseum).

## Erkenning
In meerdere Nederlandse plaatsen (onder andere in Amsterdam, Den Haag, Leiden, Kerkrade, Lisse, Maarssen, Papendrecht, Ridderkerk, Rotterdam en Zwolle is een straat naar Govert Flinck vernoemd.

## Bron
- De Grote Schouwburg (1995) Schildersbiografieën van Arnold Houbraken. Samenstelling Jan Konst en Manfred Sellink.
- Dudok van Heel, S.A.C. (1982) Het schilderhuis van Govert Flinck en de kunsthandel van Uylenburgh aan de Lauriergracht te Amsterdam. Jaarboek Amstelodamum, p. 70-90.